# Magyargorbó
Magyargorbó (románul Gârbău, németül Ungarisch Gorbau) falu Romániában Kolozs megyében, az azonos nevű község központja.

## Fekvése
Kolozsvártól 22 km-re északnyugatra a Nádas jobb partján fekszik.

## Története
1437-ben említik először. 1910-ben 693, többségben román lakosa volt, jelentős magyar  kisebbséggel. A trianoni békeszerződésig Kolozs vármegye Nádasmenti járásához tartozott. 1992-ben társközségeivel együtt 2782 lakosából 1425 román, 1274 magyar, 81 cigány és 1 német volt.

## Látnivalók
- Lészay-kúria, 19. század[2]
- 19. századi ortodox fatemplom[2]